# Giunta regionale
La Giunta regionale è l'organo di governo della Regione, come stabilito dall'art. 121 della Costituzione.
È un organo collegiale composto dal presidente della Giunta regionale e dagli assessori; in quanto tale, per quest'organo vale il principio della responsabilità politica solidale dei suoi componenti. Il numero dei componenti della giunta, indicato nei rispettivi statuti regionali, varia da regione a regione.
L'art. 14, comma 1, lett. b) del decreto-legge n. 138/2011 prevede che il numero massimo degli assessori regionali sia pari o inferiore a un quinto del numero dei consiglieri regionali, con arrotondamento all'unità superiore.

## Elezione
I membri della giunta sono nominati dal presidente della Regione, il quale li può scegliere sia tra componenti eletti al Consiglio regionale sia tra persone non elette a far parte del Consiglio.
La giunta, in quanto nominata dal presidente della Regione, non deve più ottenere la fiducia del Consiglio regionale.
Gli statuti regionali possono disporre diversamente.

## Mandato
La Giunta, in virtù del rapporto fiduciario con il presidente della Regione, rimane in carica per il tempo in cui rimane in carica il presidente. Nei casi normali la Giunta rimane in carica per i cinque anni della legislatura regionale.
In tutti i casi di revoca o decadenza del mandato del presidente della Regione (mozione di sfiducia, impedimento permanente, morte, dimissioni), la giunta decade e con essa anche il consiglio regionale, (secondo il noto principio del Simul stabunt vel simul cadent) (vedi art. 126 della Costituzione).
Il presidente della Regione può revocare la delega ai componenti della giunta, singolarmente o complessivamente, come stabilito dall'art. 122 della Costituzione.

## Funzioni
La Giunta ha delle funzioni proprie, distinte da quelle attribuite al presidente della Regione e da quelle da questo delegate ai singoli assessori, considerati come vertici degli uffici regionali.
L'attività della Giunta è coordinata dal presidente della Regione e ha competenze di tipo legislativo, esecutivo e amministrativo.
Ha competenze esecutive in merito alle leggi e alle deliberazioni del Consiglio.
Per quelle di tipo amministrativo spetta alla Giunta la predisposizione:
- del programma e i piani della Regione;
- dei bilanci regionali pluriennali;
- del bilancio regionale annuale, preventivo e consuntivo;
- le norme di variazione ai bilanci.

Spetta sempre alla Giunta coordinare l'attività degli uffici regionali, al cui capo
sono posti i singoli assessori secondo le specifiche competenze. La Giunta amministra il patrimonio dell'ente-Regione.
Tra quelle di tipo legislativo, la Giunta ha il potere di iniziativa legislativa, in quanto può predisporre dei disegni di legge regionale da presentare all'approvazione del Consiglio; inoltre spetta alla Giunta definire i regolamenti regionali. La giunta, diversamente dal Governo dello Stato, non può sostituirsi al Consiglio regionale, per cui non può produrre né decreti legislativi né decreti-legge.
In alcune regioni, ad esempio Piemonte e Valle d'Aosta, la Giunta in caso di necessità e urgenza può adottare deliberazioni che competono al Consiglio, fatto salvo che le stesse devono poi essere ratificate dal consiglio entro la prima sessione di lavori.

## Organizzazione
L'organizzazione della Giunta è definita dallo statuto della Regione.

## Funzionamento
Il funzionamento della Giunta è definito dallo statuto della Regione.
In generale la sua attività si svolge in diverse fasi:
- convocazione; la Giunta è convocata dal presidente della Giunta, che ne fissa l'ordine del giorno. Di solito le sedute non sono pubbliche.
- verifica della validità della riunione;
- discussione;
- votazione, che normalmente avviene con voto palese.